# Otto Stobbe
Johann Ernst Otto Stobbe (Königsberg, 28 giugno 1831 – Lipsia, 19 maggio 1887) è stato un giurista tedesco.
Docente all'università di Gottinga dal 1856, all'università di Erlangen dal 1857 e all'università di Breslavia dal 1859, nel 1872 passò all'università di Lipsia.
La sua opera più celebre è l'Handbuch des deutschen Privatrechts (1878).

## Opere Scritte
Stobbe fu autore di numerose opere in materia di diritto tedesco e storia del diritto. Inoltre egli è ricordato per un lavoro scientifico sugli ebrei in Germania nel corso del Medioevo, Die Juden in Deutschland während des Mittelalters (1866). Le seguenti sono alcune delle sue pubblicazioni più conosciute:
- Zur Geschichte des deutschen Vertragsrechts (La storia del diritto contrattuale tedesco, 1855)
- Geschichte der deutschen Rechtsquellen (Storia delle fonti tedesche, 1860-1864; due volumi)
- Beiträge zur Geschichte des deutschen Rechts (Contributi alla storia della giustizia tedesca, 1865)
- Die Juden in Deutschland während des Mittelalters in Politischer, socialer und Rechtlicher Vita di coppia (ebrei in Germania durante il Medio Evo in aspetti politici, sociali e giuridiche, 1866)
- Hermann Conring, der Begründer der deutschen Rechtsgeschichte (Hermann Conring, il fondatore della storia del diritto tedesco, 1870)
- Handbuch des deutschen Privatrechts (Libro di testo di diritto tedesco, 1871; cinque volumi).